# Centrale nucléaire de Bailong
La centrale nucléaire de Bailong est un projet de centrale nucléaire chinoise située dans la province du Guangxi.
Après un projet avorté de deux réacteurs AP1000 en 2013 ; un second projet de deux réacteurs CAP1000 est approuvé en 2024, porté par l'entreprise chinoise State Power Investment Corporation (SPIC). La puissance électrique totale installée serait d'environ 2 400 MWe. 
Un total de six réacteurs est envisagé sur le site, avec des études pour quatre réacteurs CAP1400 supplémentaires.
Tous ces réacteurs sont des modèles de réacteurs à eau pressurisée de troisième génération.

## Historique

### Phase 1
En octobre 2013 est envisagé un premier projet de centrale nucléaire à Bailong, avec la construction de deux réacteurs AP1000 par une co-entreprise formée de la SPIC et de Chicago Bridge & Iron Compagny (entreprise américaine impliquée dans la construction des réacteurs AP1000 des centrales de Haiyang et Sanmen en Chine, et de celles de Vogtle et Summer aux États-Unis),. Ce projet n'abouti pas.
En août 2024, le conseil d'État chinois approuve la construction de deux réacteurs CAP1000 par la SPIC. L'investissement total prévu pour ces deux réacteurs est de 40 milliards de yuans, soit 5,6 milliards de dollars. Le délai de construction prévu pour chaque unité est de 56 mois.

### Phases ultérieures
Un projet de construction de quatre réacteurs CAP1400 en plusieurs phases ultérieures est à l'étude sur le site de la centrale.

## Caractéristique des réacteurs
La phase 1 du projet comprend deux réacteurs sino-américains de troisième génération de modèle CAP1000. Se sont des réacteurs à eau pressurisée d'une puissance unitaire nette d'environ 1 200 MWe.
Les phases ultérieures étudient la construction de quatre réacteurs sino-américains de troisième génération de modèle CAP1400. Se sont des réacteurs à eau pressurisée d'une puissance unitaire nette d'environ 1 500 MWe.

### Définitions
Les caractéristiques des réacteurs sont données dans le tableau ci-après, les données sont principalement issues de la base de données PRIS (Power Reactor Information System) de l’Agence internationale de l'énergie atomique (AIEA).
Base de données établie par l'AIEA qui définit ainsi les termes :
- La puissance nette correspond à la puissance électrique délivrée sur le réseau et sert d'indicateur en termes de puissance installée,
- La puissance brute correspond à la puissance délivrée par l'alternateur (= puissance nette augmentée de la consommation interne de la centrale),
- La puissance thermique correspond, à la puissance délivrée par la chaudière nucléaire

Le début de construction correspond à la date de coulage des fondations du bâtiment réacteur. Une tranche (nom utilisé pour un réacteur complet) est considérée comme opérationnelle après son premier couplage au réseau. La mise en service commercial est le transfert contractuel de l’installation du constructeur vers le propriétaire ; en principe après réalisation des tests réglementaires et contractuels et après fonctionnement continu à 100 % pendant une durée définie au contrat de construction.
| Centrale - tranche | Statut    | Modèle  | Puissance   | Puissance   | Puissance       | Maitre d'ouvrage | Début de construction | Raccordement au réseau | Mise en service commercial |
| Centrale - tranche | Statut    | Modèle  | nette (MWe) | brute (MWe) | thermique (MWt) | Maitre d'ouvrage | Début de construction | Raccordement au réseau | Mise en service commercial |
| ------------------ | --------- | ------- | ----------- | ----------- | --------------- | ---------------- | --------------------- | ---------------------- | -------------------------- |
| Phase 1            |           |         |             |             |                 |                  |                       |                        |                            |
| BAILONG-1          | En projet | CAP1000 | ~1 160      | ~1 250      | ~3 400          | SPIC             |                       |                        |                            |
| BAILONG-2          | En projet | CAP1000 | ~1 160      | ~1 250      | ~3 400          | SPIC             |                       |                        |                            |
| Phases ultérieures |           |         |             |             |                 |                  |                       |                        |                            |
| BAILONG-3          | À l'étude | CAP1400 | ~1 500      | ~1 550      | ~4 600          |                  |                       |                        |                            |
| BAILONG-4          | À l'étude | CAP1400 | ~1 500      | ~1 550      | ~4 600          |                  |                       |                        |                            |
| BAILONG-5          | À l'étude | CAP1400 | ~1 500      | ~1 550      | ~4 600          |                  |                       |                        |                            |
| BAILONG-6          | À l'étude | CAP1400 | ~1 500      | ~1 550      | ~4 600          |                  |                       |                        |                            |